# Lepisiota
Lepisiota és un gènere de formigues de la subfamília dels formicins (Formicinae). Té una distribució Paleártica i Afrotropical, incloent-hi la península Ibèrica.

## Espècies
El gènere Lepisiota inclou 102 espècies, de les quals dues viuen a la península Ibèrica:
- Lepisiota frauenfeldi (Mayr, 1855)
- Lepisiota nigra (Dalla Torre, 1893)